# Pitminster
Pitminster est un village et une paroisse civile du Somerset en Angleterre. 

## Géographie
Pitminster est situé à 6,4 km au sud de Taunton dans le district de Somerset West and Taunton. La paroisse a une population, au recensement de 2011, de 956 habitants et comprend également les villages d'Angersleigh, Blagdon Hill et Staplehay. Le village de Blagdon est maintenant officiellement connu sous le nom de Blagdon Hill pour le distinguer de Blagdon dans le North Somerset. Les hameaux à flanc de colline de la paroisse comprennent aussi Feltham et Woodram, ceux de la plaine inférieure au nord sont Sellicks Green qui est contigu avec Blagdon Hill, Duddlestone et Poundisford.

## Histoire
Le nom Pitminster signifie « la cathédrale ou l'église mère du peuple de Pippa ». 
En 938, le roi Æthelstan donne le domaine, ainsi que Corfe à proximité, comme dîme à l'évêque de Winchester. Au début du XIIIe siècle, les évêques y établissent un parc aux cerfs qui est visité par Jean sans Terre en 1208. 
Les paroisses d'Angersleigh et de Pitminster ont fait partie de l'Hundred of Taunton Deane (en).

## Personnalité
- William Robert Hobson (1831-1880), navigateur, y est mort.